# Naspel
Het naspel in de seksualiteit is het doorgaan met fysieke intimiteit nadat er geslachtsgemeenschap is geweest, in het bijzonder na een orgasme. De partners tonen hierin hun genegenheid. De mate waarin er behoefte aan is kan per individu en situatie verschillen.
Mogelijke handelingen die kunnen plaatsvinden zijn, elkaar omarmen, zoenen, strelen en het aanraken van elkaars erogene zones.
Naspel kan ook actiever beleefd worden in de vorm van zoenen of schoonlikken van elkaars erogene zones.